# Светът е в ръцете му
„Светът е в ръцете му“ (на английски: The World in His Arms) е приключенски филм на режисьора Раул Уолш, който излиза на екран през 1952 година.

## Сюжет
През 1850 г. в Сан Франциско руската графиня Марина Селанова бяга от уреден брак с принц Семьон. Тя наема капитан с прозвището „Португалецът“, който да я заведе до град Ситка, където чичо й губернатор Иван Ворашилов може да я защити.
„Португалецът“ няма екипаж и неуспешно се опътва да наеме моряците на капитан Джонатан Кларк, който тъкмо пристига в Сан Франциско. Графинята изпраща мъж да преговаря с капитан Кларк, Джонатан обаче мрази всички руснаци и отхвърля предложението. В отчаяние Марина отива на партито, организирано от Кларк, където се представя, като спътница на графинята и успява да накара капитана да промени решението си. Докато Джонатан Кларк й показва забележителностите на града в една вихрена нощ, те се влюбват. Джонатан й предлага брак и тя с радост приема.
Принц Семьон обаче намира Марина и я отвежда в Ситка. Вярвайки, че Марина го е измамила, Джонатан се състезава с „Португалецът“ до Аляска, безразсъдно залагайки кораба си, за това кой ще стигне първи. Джонатан печели, но това не пречи на „Португалецът“ да се опита да открадне кораба му. За нещастие, докато двата екипажа се бият, се появява руска канонерка и ги пленява и отвежда всички в Ситка.
Там принц Семьон принуждава Марина да се съгласи да се омъжи за него в замяна на свободата на Джонатан. Джонатан и хората му се връщат назад, за да спасят графинята.

## В ролите
| Актьор            | Роля                    |
| ----------------- | ----------------------- |
| Грегъри Пек       | Капитан Джонатан Кларк  |
| Ан Блайт          | графиня Марина Селанова |
| Антъни Куин       | „Португалецът“          |
| Джон Макинтайър   | Дийкон Грейтхаус        |
| Карл Езмънд       | Принц Семьон            |
| Сиг Руман         | Генерал Иван Ворашилов  |
| Андреа Кинг       | Мейми                   |
| Евгения Леонтович | Анна Селанова           |
| Бил Радович       | Огичук, ескимос         |